# Marc Gouiffe à Goufan
Marc Gouiffe à Goufan (* 12. April 1984 in Binguela, Kamerun) ist ein ehemaliger kamerunischer Fußballspieler.

## Karriere

### Verein
Gouiffe à Goufan begann seine Karriere beim kamerunischen Verein Sahel FC de Maroua. Im Januar 2003 wechselte er nach Deutschland zum VfL Wolfsburg II. In der Saison 2003/04 schaffte er mit VfL Wolfsburg II den Aufstieg in die Regionalliga Nord. Bei den Wölfen bildete Goufan zusammen mit Stefan Lorenz, Nils Frederik Müller und Jan Wiedenroth den Defensivverbund der grün-weißen.
Nachdem der VfL Wolfsburg II in der Saison 2004/05 den Klassenerhalt nicht geschafft hatte, wechselte der Defensivspieler zum SC Paderborn 07, der in die 2. Fußball-Bundesliga aufgestiegen war. Auf Anhieb schafft er den Sprung in die Stammelf. Am 2. Spieltag der Saison 2006/07 gelang ihm beim 1:0-Sieg gegen den FC Augsburg der einzige Treffer. In den ersten beiden Jahren schaffte er mit dem SC Paderborn den Klassenerhalt. In der Saison 2007/08 lag der SC Paderborn lange Zeit auf einem Abstiegsplatz, sodass Gouiffe à Goufan sich bereits im April zu einem Wechsel zum FC St. Pauli entschied, bei dem er einen Vertrag bis 2010 erhielt.
Bei den Hamburgern schaffte es der Kameruner in seinem ersten Jahr nicht in die erste Elf. Insgesamt kam er 2008/09 auf sieben Ligaeinsätze, wobei er nur gegen den VfL Osnabrück am 18. Spieltag über die volle Zeit auf dem Feld stand. Grund für seine wenigen Einsätze waren aber auch je eine gelbrote und eine rote Karte am ersten bzw. vierten Spieltag, die ihn gegenüber Trainer Holger Stanislawski ins Abseits rückten. In der Hinrunde der Folgesaison wurde Goufan nicht mehr eingesetzt und spielte zeitweise in der zweiten Mannschaft des Klubs. Sein zum Saisonende auslaufender Vertrag wurde nicht verlängert. Am 4. Oktober 2011 nahm ihn der Regionalligist Eintracht Trier bis zum Ende der Saison 2011/12 unter Vertrag.
Anfang 2012 wechselte Gouiffe à Goufan jedoch ablösefrei zum moldawischen Erstligisten CSCA-Rapid Chișinău, nachdem er in Trier nur wenig Einsatzzeit bekam. Nach knapp einem Jahr in Moldawien war er seit dem 1. Januar 2013 vereinslos und es dauerte nochmals zwölf Monate, ehe er sich im Februar 2014 dem Schweizer Verein FC Wettswil-Bonstetten anschloss. Mit dem Klub spielt er zuletzt die Saison 2017/18 in der drittklassigen 1. Liga – Gruppe 3 und beendete anschließend seine aktive Karriere.

### Nationalmannschaft
Mit Kameruns U-19-Nationalmannschaft nahm Marc Gouiffe à Goufan am DaimlerChrysler Junior Cup 2003 teil und wurde dort zum besten Spieler des Turniers gewählt. Bei einem Freundschaftsspiel am 11. Februar 2003 kam Goufan zu seinem ersten Länderspiel im Dress der kamerunischen Nationalmannschaft. Bei der 0:3-Niederlage gegen die Elfenbeinküste wurde der Defensivspieler in der 90. Minute für Samuel Eto’o eingewechselt. Im gleichen Jahr kam er beim Sieg in Benin zu einem weiteren und bisher letzten Einsatz.